# Für immer dein
Für immer dein ist ein kanadisches Filmdrama von Michael McGowan, der hier als Regisseur, Drehbuchautor und Produzent in Erscheinung tritt. Die Handlung beruht auf einer wahren Begebenheit. Ein kanadischer Farmer muss sich auf seine alten Tage mit Bauvorschriften befassen und ist damit sichtlich überfordert. Nach One Week – Das Abenteuer seines Lebens aus dem Jahr 2008 schuf McGowan mit Still Mine ein weiteres Sozialdrama, dessen Handlung in Kanada spielt.

## Handlung
Das betagte kanadische Ehepaar Irene und Craig Morrison führt eine mustergültige Ehe. Beide sind stets für einander da, auch wenn es mal Probleme gibt. Bei Irene machen sich erste ernstzunehmende gesundheitliche Beeinträchtigungen bemerkbar, die auf Demenz hindeuten. Ein weiteres Problem: Das alte Haus der beiden, in dem sie ihre sieben Kinder großzogen, weist Mängel auf, die das Leben unkomfortabel machen.
Craig beschließt deswegen, trotz seines hohen Alters von 88 Jahren, ein neues Haus zu bauen – kleiner und praktischer. Land steht ihm ausreichend zur Verfügung. Auch Fachkenntnisse hat er sich in seinem Berufsleben reichlich angeeignet.
Leider muss er sich nun mit der Bauaufsichtsbehörde auseinandersetzen. Die staatlichen Bauvorschriften sind ihm ein Graus, zudem belasten die daraus resultierenden Gebühren sein Budget. So ignoriert er trotzig eine Baueinstellungsverfügung, wofür er sich später vor Gericht verantworten muss.
Der Prozess endet zum Glück ohne Gefängnisstrafe, was Irenes Zustandsverschlechterung geschuldet sein könnte, womit Craig seine Zuwiderhandlung unter anderem rechtfertigte. Aufgrund einer Knochenfraktur ist Irene nämlich inzwischen zusätzlich gehbehindert. Nach Irenes Krankenhausentlassung können die Morrisons endlich ihr neues Heim beziehen, das Craig während Irenes Abwesenheit fertigstellte.

## Hintergrund
Gedreht wurde an der Ostküste Kanadas (Bay of Fundy) und im Landesinnern (Ontario). Für die Produktion standen 3,2 Mio. Dollar zur Verfügung.
Premiere hatte der Film am 10. September 2012 auf dem Toronto International Film Festival, damals noch mit dem Titel Still.
Die weltweiten Einnahmen werden mit rund 1,16 Mio. US-Dollar beziffert.
Chesters Beerdigung wurde mit dem Song After the Storm der britischen Band Mumford & Sons untermalt.
Der real existierende Craig Morrison benötigte drei Jahre für den Bau seines barrierefreien Bungalows in St. Martins. Irene Morrison verstarb 2013 – ein halbes Jahr nach ihrem Mann – in einem Pflegeheim in Hampton, 30 km nördlich von ihrem Zuhause.

## Auszeichnungen
Der Film erhielt 2013 mehrere Preise und Nominierungen. James Cromwell gewann den „Genie Award“ und den „Golden Space Needle Award“ als bester Darsteller in Still Mine. Ebenso wurden Schnitt und Regie mit je einem Preis bedacht. Filmeditor Roderick Deogrades erhielt den „Canadian Cinema Editors Award“ und Michael McGowan den „DGC Craft Award“.

## Kritik
„Sensibel inszeniert und von großartigen Darstellern getragen, erzählt der melodramatische Film vom bewegenden Kampf eines Mannes um seine Liebe, die sich gegen die Anfechtungen von Alter, Krankheit und äußeren Druck behaupten muss.“